# Angelina Monti

Erste Single:
Telefunken Nr. 55224

Angelina Monti (* 22. August 1941 in Rimini) ist eine italienische Schlager- und Jazzsängerin, die im deutschsprachigen Raum mit ihren Liedern in deutscher Sprache bekannt wurde.

## Musikalische Laufbahn
Angelina Monti wuchs als Tochter eines Orchestergeigers zunächst in Italien auf. Nach ihrer Schulausbildung erhielt sie Gesangsunterricht und erwies sich als so begabt, dass sie im Orchester ihres Vaters als Backgroundsängerin eingesetzt wurde. Bei einer Gastspielreise des Orchesters Mitte der fünfziger Jahre wurde der Süddeutsche Rundfunk auf die junge Sängerin aufmerksam und lud sie zu Studioaufnahmen ein. Das nahm die Familie Monti zum Anlass, sich ständig in Deutschland niederzulassen. 
Durch die Rundfunkaufnahmen fand auch die Schallplattenindustrie Interesse an der Italienerin. Die Plattenfirma Telefunken nahm sie unter Vertrag und produzierte Ende 1959 mit Angelina Monti die erste Single mit den Titeln Junge Liebe und Amigo mio. Der A-Seiten-Titel Junge Liebe war eine Coverversion des erfolglosen Songs My Problem, gesungen von der amerikanischen Country-Sängerin Barbara Allen. Entsprechend verhalten war auch das Interesse an Montis erster Single. Auch bei den folgenden Aufnahmen bewies Telefunken wenig Gespür, auf der zweiten Single veröffentlichte man den Titel Wir wollen niemals auseinandergehn, der gegen die Version mit Heidi Brühl keine Chance hatte. Bis 1963 brachte Telefunken insgesamt 15 Singles mit Angelina Monti heraus, kein Titel erreichte die deutschen Hitparaden. 1965 veröffentlichte sie eine Single bei Polydor und wechselte danach zur deutschen Vogue, wo sie mit dem Titel Robertino ihren einzigen nennenswerten Erfolg erzielte. Beim Vorentscheid zum Grand Prix Eurovision de la Chanson 1965, der Veranstaltung Ein Lied für Neapel, kam sie auf den zweiten Platz. Einen gewissen Bekanntheitsgrad erreichte sie in den späten 1960er Jahren auch mit dem Titelsong I Love You, Jo Walker der Filmserie Kommissar X. Er erschien auch auf einer von Ariola veröffentlichten Single.
Obwohl die Plattenkarriere nicht optimal verlief, bekam Angelina Monti Gelegenheit zu zahlreichen öffentlichen Auftritten, so bei den Fernsehsendungen Musik aus Studio B oder Werner Müllers Schlagermagazin sowie bei Orchestertourneen unter anderem mit Kurt Edelhagen und Max Greger. Daneben kam sie in einigen Kino- und Fernsehfilmen zum Einsatz. 
Später erhielt sie mehrwöchige Engagements auf Kreuzfahrtschiffen sowie einen Vertrag bei einer internationalen Hotelkette, der ihr monatelange Gastspiele in Hongkong und Singapur garantierte. Ihren Hauptwohnsitz hat Angelina Monti in Wiesbaden, wo sie gelegentlich auch als Jazzsängerin auftritt. Als 70-Jährige ging sie noch 2011 mit dem Roy Frank Orchestra auf Tournee.

## Diskografie
- Junge Liebe / Amigo mio, Telefunken 55224, 11/1959
- Wir wollen niemals auseinandergehn / Jonny warum bist du traurig, Telefunken 55238, 4/1960
- Ein bißchen Seligkeit / Mama, Telefunken 55239, 4/1960
- Sechzehn Gründe / Forever, Telefunken 55253, 5/1960
- Das Herz einer Mutter / Komm zu mir, Telefunken 55266, 9/1960
- Willst du immer bei mir bleiben / Tennessee Rosalie, Telefunken 55280, 11/1960
- Honolulu Moon / No Huhu, Telefunken 55301, 1/1961
- Iwan Iwanowitsch / Du hast mich vergessen, Telefunken 55334, 6/1961
- Ein süßes Tangolied / Er muß kein Torero sein, Telefunken 55400, 1/1962
- Tango Italiano / Boco Po Quito, Telefunken 55424, 3/1962
- Korsika / Wer will schon allein sein, Telefunken 55451, 6/1962
- Vorbei, vorbei / Einsam am Kai, Telefunken 55473, 11/1962
- Mexico Joe / Senor, Telefunken 55489, 3/1963
- Nur kein Playboy / Ganz im Geheimen, Telefunken 55716, 8/1963
- Danke schön / Rote Korallen, Telefunken 55741, 10/1963
- Drei rote Rosen / Das Walzerchen, Vogue 14145, 4/1964
- Goldener Fächer / Schau nicht fort, Vogue 14234, 11/1964
- Sie stand noch am Hafen / Verzeih mir, Polydor 52411, 12/1964
- Robertino / Komm mir entgegen, Vogue 14327, 3/1965
- Italien Hit Tanz Party '66, zusammen mit Vittorio Casagrande, Columbia SMC 74 154, 1966
- I Love You, Jo Walker / Es war ein Frühlingstag, Ariola 18738, 3/1966
- Alles Schöne auf der Welt / Ein neuer Tag beginnt, Ariola 14142, 1968
- Alles wird wieder gut / Leben, Metronome 25020, 1968

## Film und Fernsehen
- 1962: Die türkischen Gurken (Kinofilm)
- 1962: Na, dann prost! (TV-Film)
- 1962: Ein gewisser Herr S... (TV-Film)
- 1963: So viel Schwung (TV-Film)
- 1964: Amigos del martes (Fernsehserie, eine Folge)
- 1969: Der gemütliche Samstagabend (Fernsehfilm)
- 1971: Tanz-Café (Fernsehserie, eine Folge)